# مسابقات تیراندازی قهرمانی جهان ۲۰۱۴
تیراندازی قهرمانی جهان ۲۰۱۴ پنجاه و یکمین دوره تیراندازی قهرمانی جهان است که از ۱۵ تا ۲۹ شهریور ۱۳۹۳ در گرانادا، اسپانیا برگزار شد. در این مسابقات، ۳۱۴۳ نفر (۲۱۴۸ نفر در رده بزرگسالان و ۹۹۵ نفر در رده جوانان) از ۹۲ کشور حضور داشتند و مسابقات در ۵۳ ماده انفرادی (به تفکیک: مردان ۱۸، زنان ۱۱، مردان جوان ۱۵، زنان جوان ۹) و ۴۹ ماده تیمی (به تفکیک: مردان ۱۸، زنان ۱۱، مردان جوان ۱۳، زنان جوان ۷) برگزار شد.

## نتایج

### جدول مدال‌ها

#### مردان
| رشته                          | طلا                                                              | نقره                                                                  | برنز                                                            |
| ----------------------------- | ---------------------------------------------------------------- | --------------------------------------------------------------------- | --------------------------------------------------------------- |
| تفنگ سه وضعیت ۳۰۰ متر         | اوله کریستین برین · نروژ                                         | سیریل گراف · فرانسه                                                   | اود آرنه برکنه · نروژ                                           |
| تفنگ سه وضعیت ۳۰۰ متر تیمی    | سوئیس · کلود-آلن دلی · مارسل بوئرگ · اولیویه شافته               | فرانسه · سیریل گراف · والرین سووپلن · ژوسلین انری                     | نروژ · اوله کریستین برین · اود آرنه برکنه · سیمون کلاوسن        |
| تفنگ درازکش ۳۰۰ متر           | والرین سووپلن · فرانسه                                           | یوهان گوستافسون · سوئد                                                | مایک مکفیل · ایالات متحده آمریکا                                |
| تفنگ درازکش ۳۰۰ متر تیمی      | نروژ · اوله کریستین برین · اود آرنه برکنه · استین بوگار          | ایالات متحده آمریکا · اریک اوپتاگرافت · مایک مکفیل · جوزف هین         | فرانسه · سیریل گراف · والرین سووپلن · ژوسلین انری               |
| تفنگ استاندارد ۳۰۰ متر        | سیریل گراف · فرانسه                                              | اوله کریستین برین · نروژ                                              | مارسل بوئرگ · سوئیس                                             |
| تفنگ استاندارد ۳۰۰ متر تیمی   | نروژ · اوله کریستین برین · اود آرنه برکنه · کیم آندره لوند       | سوئیس · کلود-آلن دلی · مارسل بوئرگ · اولیویه شافته                    | فرانسه · سیریل گراف · والرین سووپلن · ژوسلین انری               |
| تپانچه بادی ۱۰ متر            | جین جونگ-او · کره جنوبی                                          | یوسف دیکچ · ترکیه                                                     | ولادیمیر گونچاروف · روسیه                                       |
| تپانچه بادی ۱۰ متر تیمی       | چین · پانگ وی · پو کیفنگ · وانگ ژیوی                             | کره جنوبی · جین جونگ-او · کیم چئونگ-یونگ · لی دائه-میونگ              | روسیه · ولادیمیر گونچاروف · ولادیمیر ایساکوف · سرگی چرویاکوفسکی |
| تپانچه آتش مرکزی ۲۵ متر       | یوسف دیکچ · ترکیه                                                | اولکساندر پتریف · اوکراین                                             | توماس تهان · جمهوری چک                                          |
| تپانچه آتش مرکزی ۲۵ متر تیمی  | اوکراین · اولکساندر پتریف · رومن بونداروک · پاولو کوروستیلوف     | روسیه · لئونید اکیموف · الکسی کلیموف · آنتون گوریانوف                 | برزیل · امرسون دوارته · ژولیو آلمیدا · ژوزه کارلوس باتیستا      |
| تپانچه آتش سریع ۲۵ متر        | کره جنوبی · کیم جون هونگ                                         | آلمان · اولیور گایس                                                   | چین · یوئه هونگ لی                                              |
| تپانچه آتش سریع ۲۵ متر تیمی   | آلمان · کریستین رایتز · اولیور گایس · آرون ساوتر                 | جمهوری چک · مارتین استراند · مارتین پودراسکی · توماس تهان             | روسیه · الکساندر الیفیرنکو · الکسی کلیموف · لئونید اکیموف       |
| تپانچه استاندارد ۲۵ متر       | یوسف دیکچ · ترکیه                                                | ژوآئو کوستا · پرتغال                                                  | کریستین رایتز · آلمان                                           |
| تپانچه استاندارد ۲۵ متر تیمی  | اوکراین · پاولو کوروستیلوف · رومن بونداروک · اولکساندر پتریف     | چین · جین یونگده · لی چوانلین · دینگ فنگ                              | ترکیه · یوسف دیکچ · فاتح کاوروک · مورات کیلینج                  |
| تپانچه ۵۰ متر                 | جین جونگ-او · کره جنوبی                                          | جیتو رای · هند                                                        | پانگ وی · چین                                                   |
| تپانچه ۵۰ متر تیمی            | چین · وانگ ژیوی · پانگ وی · پو کیفنگ                             | کره جنوبی · لی دائه-میونگ · جین جونگ-او · چوی یونگ-رائه               | کره شمالی · کیم جونگ-سو · کیم سونگ-گوک · کوون تونگ-هیوک         |
| تفنگ بادی ۱۰ متر              | یانگ هائوران · چین                                               | نزر لوگینتس · روسیه                                                   | ویتالی بوبنوویچ · بلاروس                                        |
| تقنگ بادی ۱۰ متر تیمی         | چین · یانگ هائوران · لیو تیانیو · کائو ییفی                      | روسیه · سرگی کروگلوف · نزر لوگینتس · دنیس سوکولوف                     | بلاروس · ویتالی بوبنوویچ · ایلیا چاریکا · یوری شرباتسویچ        |
| تفنگ درازکش ۵۰ متر            | وارن پوتنت · استرالیا                                            | دنیل برودمایر · آلمان                                                 | یوری شرباتسویچ · بلاروس                                         |
| تفنگ درازکش ۵۰ متر تیمی       | چین · لان شینگ · شنگبو ژائو · لیو گانگ                           | بلاروس · سرگی مارتینوف · یوری شرباتسویچ · ویتالی بوبنوویچ             | صربستان · استوان پلتیکوسیچ · میلنکو سبیچ · نمانیا میروساولیف    |
| تفنگ سه وضعیت ۵۰ متر          | ژو کینان · چین                                                   | سرگی کامنسکی · روسیه                                                  | ویتالی بوبنوویچ · بلاروس                                        |
| تفنگ سه وضعیت ۵۰ متر تیمی     | چین · کائو ییفی · ژو کینان · کانگ هونگوی                         | نروژ · اوله مگنوس باکن · آره هانسن · اوله کریستین برین                | روسیه · نزر لوگینتس · سرگی کامینسکی · فدور ولاسوف               |
| اهداف دونده ۵۰ متر            | لوکاش چاپلا · لهستان                                             | ریکارد یوهانسون · سوئد                                                | دمیتری رومانوف · روسیه                                          |
| اهداف دونده ۵۰ متر تیمی       | روسیه · دمیتری رومانوف · ماکسیم استپانوف · میخائیل آزارنکو       | فنلاند · تومی-پکا هیکیلا · سمی هیکیلا · کریستر هولمبرگ                | سوئد · ریکارد یوهانسون · امیل مارتینسون · نیکلاس برگستروم       |
| اهداف دونده مخلوط ۵۰ متر      | لوکاش چاپلا · لهستان                                             | امیل مارتینسون · سوئد                                                 | جوژف سیکه · مجارستان                                            |
| اهداف دونده مخلوط ۵۰ متر تیمی | سوئد · ریکارد یوهانسون · امیل مارتینسون · نیکلاس برگستروم        | روسیه · دمیتری رومانوف · ماکسیم استپانوف · میخائیل آزارنکو            | جمهوری چک · میروسلاو یانوس · جوزف نیکل · بدریچ یوناس            |
| اهداف دونده ۱۰ متر            | امیل مارتینسون · سوئد                                            | یوجیا ژای · چین                                                       | دمیتری رومانوف · روسیه                                          |
| اهداف دونده ۱۰ متر تیمی       | روسیه · دمیتری رومانوف · ماکسیم استپانوف · الکساندر ایوانوف      | چین · یوجیا ژای · دورون شیه · ژانگ جیه                                | مجارستان · لاشلو بوروس · جوژف سیکه · تاماش تاسی                 |
| اهداف دونده مخلوط ۱۰ متر      | یوجیا ژای · چین                                                  | امیل مارتینسون · سوئد                                                 | دمیتری رومانوف · روسیه                                          |
| اهداف دونده مخلوط ۱۰ متر تیمی | روسیه · دمیتری رومانوف · ماکسیم استپانوف · الکساندر ایوانوف      | چین · یوجیا ژای · ژانگ جیه · دورون شیه                                | مجارستان · لاشلو بوروس · جوژف سیکه · تاماش تاسی                 |
| تراپ                          | اریک وارگا · اسلواکی                                             | ادوارد لینگ · بریتانیا                                                | جیووانی پلیلو · ایتالیا                                         |
| تراپ تیمی                     | ایتالیا · جیووانی پلیلو · والریو گرازینی · ماسیمو فابریزی        | کویت · فهد الدهانی · طلال الرشیدی · عبدالرحمان الفیهان                | جمهوری چک · جیری لیپتاک · داوید کوستلچکی · رابین دانک           |
| تراپ دوتایی                   | جاشوا ریچموند · ایالات متحده آمریکا                              | آنتونینو باریلا · ایتالیا                                             | استیون اسکات · بریتانیا                                         |
| تراپ دوتایی تیمی              | ایتالیا · آنتونینو باریلا · دانیله دی اسپینیو · داویده گاسپارینی | ایالات متحده آمریکا · جاشوا ریچموند · جفری هولگین · والتون الر        | چین · هو بینیوان · جونجیه مو · لی جون                           |
| اسکیت                         | الکساندر زملین · روسیه                                           | آنتونی تراس · فرانسه                                                  | عظمی مهلبا · مصر                                                |
| اسکیت تیمی                    | ایتالیا · لوئیجی لوده · ریکاردو فیلیپلی · تامارو کاساندرو        | ایالات متحده آمریکا · وینسنت هنکاک · فرانک تامپسون · داستین دیوید پری | فرانسه · آنتونی تراس · اریک دلونی · امانوئل پتی                 |

#### زنان
| رشته                          | طلا                                                          | نقره                                                                    | برنز                                                                 |
| ----------------------------- | ------------------------------------------------------------ | ----------------------------------------------------------------------- | -------------------------------------------------------------------- |
| تفنگ سه وضعیت ۳۰۰ متر         | اوا روئسکن · آلمان                                           | الین آهلین · سوئد                                                       | ارین مک‌نیل · ایالات متحده آمریکا                                     |
| تفنگ سه وضعیت ۳۰۰ متر تیمی    | لهستان · کارولینا کووالچیک · سیلویا بوگاچکا · پائولا ورونسکا | سوئیس · کارینا اشنیدر · بتینا بوچر · فابین فویگلیستر                    | استونی · آنزلا وورونووا · لیودمیلا کورتشاگینا · النا پوتاشوا         |
| تفنگ درازکش ۳۰۰ متر           | چارلوت جاکوبسن · دانمارک                                     | اوا روئسکن · آلمان                                                      | آنزلا وورونووا · استونی                                              |
| تفنگ درازکش ۳۰۰ متر تیمی      | سوئد · ماری انکویست · آنا نورمن · الین آهلین                 | آلمان · اوا روئسکن · ساندرا گئورگ · گودرون ویتمان                       | فرانسه · اولیویا گوبرویل · کاترین اولمون · کریستین شوار              |
| تپانچه بادی ۱۰ متر            | جونگ جی-هائه · کره جنوبی                                     | اولنا کوستویچ · اوکراین                                                 | وو چیا یینگ · تایوان                                                 |
| تپانچه بادی ۱۰ متر تیمی       | صربستان · یاسنا سکاریچ · بوبانا ولیکوویچ · زورانا آرونوویچ   | چین · گو ون‌جون · ژانگ منگ‌یوان · ژو کینگ‌یوان                             | مجارستان · رناتا توبای-سیکه · زوفیا چونکا · آدرین نمس                |
| تپانچه ۲۵ متر                 | ژانگ جینگ‌جینگ · چین                                          | کیم جانگ-می · کره جنوبی                                                 | رناتا توبای-سیکه · مجارستان                                          |
| تپانچه ۲۵ متر تیمی            | چین · ژانگ جینگ‌جینگ · چن یینگ · کیان وی                      | مغولستان · مونکزول تسوگبادراه · گوندگما اوتریاد · بایارتستسگ تومورچودور | کره جنوبی · کیم جانگ-می · کواک جونگ هیه · لی جونگ-اون                |
| تفنگ بادی ۱۰ متر              | پترا زوبلاسینگ · ایتالیا                                     | یی سیلینگ · چین                                                         | سونیا فایلشیفتر · آلمان                                              |
| تقنگ بادی ۱۰ متر تیمی         | آلمان · باربارا انگلدر · سونیا فایلشیفتر · لیسا موئلر        | چین · یی سیلینگ · ژانگ بین بین · وو لیوشی                               | صربستان · آندرئا آرسوویچ · ایوانا ماکسیموویچ · کاترینا بیسرسیچ       |
| تفنگ درازکش ۵۰ متر            | بیت گاوس · آلمان                                             | چن دونگ‌کی · چین                                                         | اسماری فن‌رینن · آفریقای جنوبی                                        |
| تفنگ درازکش ۵۰ متر تیمی       | آلمان · بیت گاوس · باربارا انگلدر · ایسابلا استراوب          | چین · چن دونگکی · چانگ جینگ · یی سیلینگ                                 | اوکراین · لسیا لسکیف · ناتالیا کالنیش · الگا گلوبچنکو                |
| تفنگ سه وضعیت ۵۰ متر          | بیت گاوس · آلمان                                             | اسنیزانا پیچیچ · کرواسی                                                 | مالین وسترهایم · نروژ                                                |
| تفنگ سه وضعیت ۵۰ متر تیمی     | آلمان · بیت گاوس · باربارا انگلدر · اوا روئسکن               | چین · چن دونگ‌کی · ژائو هوئی‌شین · چانگ جینگ                              | کره جنوبی · جئونگ میرا · کیم سئولا · یو سئو یونگ                     |
| اهداف دونده ۱۰ متر            | یولیا ایدنزون · روسیه                                        | ویکتوریا ریبووالووا · اوکراین                                           | الگا استپانووا · روسیه                                               |
| اهداف دونده ۱۰ متر تیمی       | چین · لی شوئه یان · سو لی · یانگ زنگ                         | روسیه · یولیا ایدنزون · الگا استپانووا · ایرینا ایزمالکووا              | اوکراین · ویکتوریا ریبووالووا · گالینا آورامنکو · کاترینا ساموهینا   |
| اهداف دونده مخلوط ۱۰ متر      | سو لی · چین                                                  | یانگ ژنگ · چین                                                          | گالینا آورامنکو · اوکراین                                            |
| اهداف دونده مخلوط ۱۰ متر تیمی | چین · لی شوئه یان · سو لی · یانگ زنگ                         | روسیه · یولیا ایدنزون · الگا استپانووا · ایرینا ایزمالکووا              | اوکراین · ویکتوریا ریبووالووا · گالینا آورامنکو · کاترینا ساموهینا   |
| تراپ                          | کاترین کوئوس · آلمان                                         | فاتیما گالوز · اسپانیا                                                  | کاترین اسکینر · استرالیا                                             |
| تراپ تیمی                     | آلمان · کاترین کوئوس · یانا بکمان · کریستیانه گوئهرینگ       | ایتالیا · دبورا جلیسیو · جسیکا روسی · سیلوانا استانکو                   | اسپانیا · فاتیما گالوز · اوا ماریا کلمنته · ماریا کینتانال زوبیزارتا |
| اسکیت                         | برندی دروزد · ایالات متحده آمریکا                            | النا آلن · بریتانیا                                                     | دانکا بارتکووا · اسلواکی                                             |
| اسکیت تیمی                    | بریتانیا · النا آلن · امبر هیل · سارا گری                    | اسلواکی · دانکا بارتکووا · آندرئااسترانوفسکا · مونیکا استیبراوا         | ایالات متحده آمریکا · برندی دروزد · کیمبرلی رود · هالی دان           |

### رده‌بندی تیمی
در رده‌بندی مدال‌های انفرادی، چین، آلمان و روسیه بیشترین مدال‌ها را گرفتند. در رده‌بندی مدال‌های تیمی نیز چین ، آلمان و ایتالیا در رتبه‌های اول تا سوم ایستادند.
| رتبه  | کشور                | طلا | نقره | برنز | مجموع |
| ۱     | چین                 | ۱۹  | ۱۶   | ۹    | ۴۴    |
| ۲     | آلمان               | ۱۵  | ۶    | ۴    | ۲۵    |
| ۳     | روسیه               | ۹   | ۱۳   | ۱۸   | ۴۰    |
| ۴     | ایتالیا             | ۹   | ۸    | ۱    | ۱۸    |
| ۵     | فرانسه              | ۷   | ۸    | ۶    | ۲۱    |
| ۶     | ایالات متحده آمریکا | ۶   | ۵    | ۶    | ۱۷    |
| ۷     | فنلاند              | ۶   | ۴    | ۱    | ۱۱    |
| ۸     | کره جنوبی           | ۵   | ۵    | ۵    | ۱۴    |
| ۹     | نروژ                | ۴   | ۲    | ۳    | ۹     |
| ۱۰    | لهستان              | ۴   | ۰    | ۱    | ۵     |
| ۱۱    | سوئد                | ۳   | ۶    | ۱    | ۱۰    |
| ۱۲    | سوئیس               | ۲   | ۶    | ۳    | ۱۱    |
| ۱۳    | اوکراین             | ۲   | ۳    | ۴    | ۹     |
| ۱۴    | ترکیه               | ۲   | ۱    | ۲    | ۵     |
| ۱۵    | مجارستان            | ۲   | ۰    | ۵    | ۷     |
| ۱۶    | بریتانیای کبیر      | ۱   | ۳    | ۳    | ۷     |
| ۱۷    | استرالیا            | ۱   | ۱    | ۱    | ۳     |
| ۱۷    | اسلواکی             | ۱   | ۱    | ۱    | ۳     |
| ۱۹    | مغولستان            | ۱   | ۱    | ۰    | ۲     |
| ۲۰    | صربستان             | ۱   | ۰    | ۲    | ۳     |
| ۲۱    | لتونی               | ۱   | ۰    | ۱    | ۲     |
| ۲۲    | جمهوری ایرلند       | ۱   | ۰    | ۰    | ۱     |
| ۲۲    | دانمارک             | ۱   | ۰    | ۰    | ۱     |
| ۲۴    | جمهوری چک           | ۰   | ۲    | ۵    | ۷     |
| ۲۵    | ارمنستان            | ۰   | ۲    | ۳    | ۵     |
| ۲۶    | بلاروس              | ۰   | ۱    | ۴    | ۵     |
| ۲۷    | اسپانیا             | ۰   | ۱    | ۱    | ۲     |
| ۲۷    | هند                 | ۰   | ۱    | ۱    | ۲     |
| ۲۹    | ایران               | ۰   | ۱    | ۰    | ۱     |
| ۲۹    | پرتغال              | ۰   | ۱    | ۰    | ۱     |
| ۲۹    | قبرس                | ۰   | ۱    | ۰    | ۱     |
| ۲۹    | قطر                 | ۰   | ۱    | ۰    | ۱     |
| ۲۹    | کرواسی              | ۰   | ۱    | ۰    | ۱     |
| ۲۹    | کویت                | ۰   | ۱    | ۰    | ۱     |
| ۳۵    | استونی              | ۰   | ۰    | ۲    | ۲     |
| ۳۵    | کره شمالی           | ۰   | ۰    | ۲    | ۲     |
| ۳۷    | آفریقای جنوبی       | ۰   | ۰    | ۱    | ۱     |
| ۳۷    | اتریش               | ۰   | ۰    | ۱    | ۱     |
| ۳۷    | برزیل               | ۰   | ۰    | ۱    | ۱     |
| ۳۷    | بلغارستان           | ۰   | ۰    | ۱    | ۱     |
| ۳۷    | تایوان              | ۰   | ۰    | ۱    | ۱     |
| ۳۷    | مصر                 | ۰   | ۰    | ۱    | ۱     |
| ۳۷    | یونان               | ۰   | ۰    | ۱    | ۱     |
| مجموع | مجموع               | ۱۰۲ | ۱۰۲  | ۱۰۲  | ۳۰۶   |